# Michel-Claude Pellissier de Féligonde
Michel-Claude Pellissier de Féligonde (15 mai 1765, Clermont-Ferrand - 22 février 1853, Clermont-Ferrand), est un homme politique français.

## Biographie
Cousin germain de Jean-Baptiste-Pierre Chardon du Ranquet de Chalus et propriétaire à Clermont-Ferrand, il fut élu pour la première fois, le 22 août 1815, député du Puy-de-Dôme, au collège de département. Il siégea dans la majorité de la Chambre introuvable réputée « plus royaliste que le roi » selon les mots de Louis XVIII. Il fut encore réélu député, le 6 mars 1824, par le même collège, puis, le 24 novembre 1827, et, le 3 juillet 1830. 
Il siégea à droite, dans la contre-opposition royaliste, soutint le ministère Polignac, et, fidèle légitimiste, donna sa démission de député après les journées de juillet 1830.
Il est le père de Pierre-Eustache Pellissier de Féligonde, député à sa suite.
Il est inhumé au cimetière des Carmes de Clermont-Ferrand (allée 13, no 40).

## Sources
- « Michel-Claude Pellissier de Féligonde », dans Adolphe Robert et Gaston Cougny, Dictionnaire des parlementaires français, Edgar Bourloton, 1889-1891 [détail de l’édition]